# Leryn Franco
Leryn Dahiana Franco Stenery (* 1. März 1982 in Asunción) ist eine paraguayische Leichtathletin und Model.
Nachdem Leryn Franco in der Jugend neben dem Speerwurf noch Dreisprung betrieben hatte, hat sie sich inzwischen voll auf den Speerwurf spezialisiert. Bei den Leichtathletik-Jugendweltmeisterschaften 1999 in Bydgoszcz scheiterte sie mit 43,56 m in der Qualifikation.  Die Sommer-Universiade 2001 in Peking brachte mit 43,69 m den zehnten Platz. 2003 wurde sie bei den Panamerikanischen Spielen in Santo Domingo mit 50,21 m Achte und schied bei den Leichtathletik-Weltmeisterschaften in Saint-Denis mit 51,13 m als 24. der Qualifikation aus. Ein Jahr später startete sie bei den Olympischen Spielen in Athen und belegte Rang 42 in der Qualifikation. 
Bei den Panamerikanischen Spielen 2007 in Rio de Janeiro reichte es nur zu Platz zwölf. Besser lief es bei den Leichtathletik-Südamerikameisterschaften 2007, bei denen sie die Bronzemedaille gewann; bei den Leichtathletik-Südamerikameisterschaften 2011 wurde es sogar Silber mit 55,66 m. Die Olympischen Spiele 2008 in Peking endeten nach 45,34 m mit einem 51. Platz in der Qualifikation erneut vorzeitig. Auch bei den Olympischen Spielen 2012 in London schied sie in der Vorrunde aus.
Ihre persönliche Bestleistung von 57,77 m stellte sie am 8. Juni 2012 in Barquisimeto auf. Sie ist 1,74 m groß und wiegt 54 kg.
Neben ihrer Leichtathletikkarriere arbeitet sie als Model und nimmt an Schönheitswettbewerben teil. Sie nahm an der Wahl zur Miss Bikini Universe teil und belegte bei der Wahl zur Miss Paraguay 2006 den zweiten Platz. Bei der Abstimmung Top 99 Women 2009 der Webseite AskMen.com kam sie auf Position 86. Bei zwei verschiedenen Abstimmungen zur Hottest Female Athlete der Webseite Bleacher Report belegte sie 2009 und 2010 die Plätze sechs und eins. Zudem wurde Leryn Franco, die in ihrer paraguayischen Heimat auch als TV-Moderatorin tätig ist, bei den Olympischen Spielen 2008 in Peking zur schönsten Sportlerin gewählt.